# ARC Caldas (FM-52)
El ARC Caldas (FM-52) es la tercera nave con este nombre desde 1932 en la Armada de la República de Colombia adquirida 1984. Es la segunda Fragata adquirida tipo FS-1500 Construido en los astilleros Howaldtswerke en Kiel, Alemania. Es la segunda de cuatro fragatas misileras adquiridas en el marco del plan Neptuno incorporándose en enero de 1984 y desde entonces ha surcado el territorio marítimo, ayudando a preservar la vida en el mar, a controlar el tráfico ilícito y contribuyendo a la preservación de los recursos naturales para beneficio de la nación.

## Características
Para el año 2010 se repotenciaron la fragata en los muelles de la base naval ARC Bolivar trabajos realizados por Cotecmar.
se le instalaron nuevos sistemas que remplazaron a los desactualizados, entre los sistemas a reeplazar y los nuevos instalados:
- El radar SMART-S Mk2 que reemplazará al radar Sea Tiger TSR-3004.
- El Sistema de combate TACTICOS que reemplaza al sistema de combate VEGA II.
- El director de tiro STING-EO Mk2 que reemplazará al director de tiro CASTOR 2B.
- El director de tiro MIRADOR que remplazara al director de tiro CANOPUS.
- El sistema ESM VIGILE que reemplazará al sistema ESM DR3000.
- El lanzador de Chaff/Señuelos SKSW DL-12T que reemplazará al lanzador CSEE DAGAIE Mk2.
- Motores MTU M-93 Series 4000 reemplazaran a los motores MTU 1163TB92.
- Así mismo que se modernizaran los sistemas de comuicaciones con a incorporación de DataLink, Inmarsat, GMDSS[2]

## Crisis de la corbeta Caldas
La Crisis de la corbeta Caldas fue una crisis diplomática entre las repúblicas de Venezuela y Colombia, por el ingreso el 9 de agosto de 1987 de una fragata de la Armada de la República de Colombia en aguas del Golfo de Venezuela, en donde no existe una delimitación aceptada por ambos países.